# Katinka Simonse

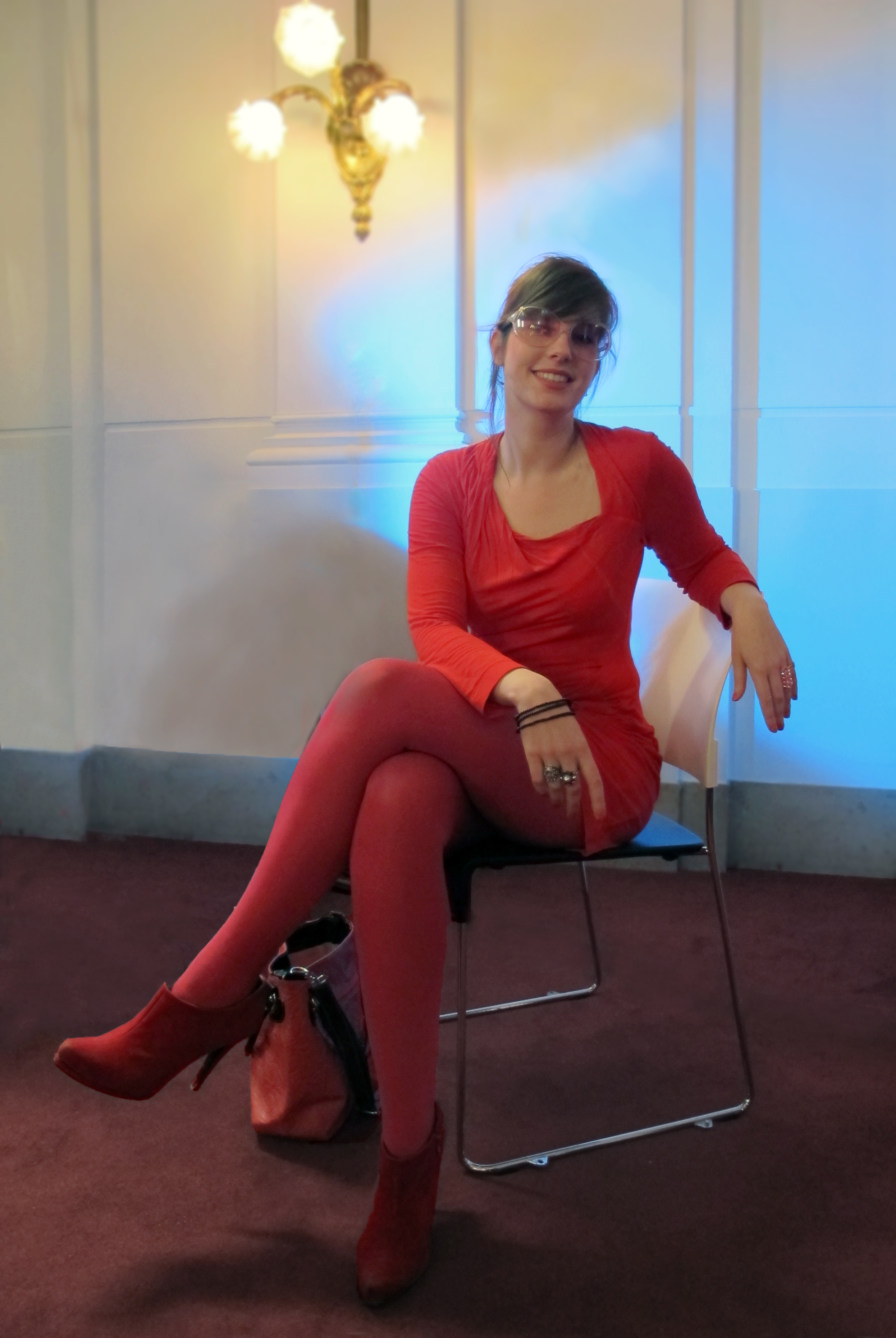

Katinka Simonse  (Goes, 10 de junho de 1979), também conhecida como Tinkebell, é uma polêmica artista holandesa que chama atenção para os "direitos dos animais" através de trabalhos que utilizam animais de forma polémica.
Como? Iniciou transformando sua gata de estimação em uma bolsa.
Depois, expôs porquinhos-da-índia abatidos cujos corpos ela transformou em "brinquedos" para crianças.